# 刘恒林
刘恒林（1959年5月4日—），辽宁人，中国男子跳水运动员。他曾获得1978年亚洲运动会跳水比赛男子10米跳台金牌。作为教练，他培养了熊倪、肖海亮、彭勃、劳丽诗、吴敏霞等奥运会冠军。